# Normans Eroberungen
Normans Eroberungen (im Original: The Norman Conquests) ist eine 1973 von Alan Ayckbourn geschriebene Trilogie von Bühnenstücken. Es gibt nur sechs Personen, nämlich Norman, seine Frau Ruth, ihren Bruder Reg und dessen Frau Sarah, Ruths Schwester Annie und Tom, Annies Nachbar. Die Stücke sind zeitweise sehr komisch und zeitweise recht spitz in ihrer Darstellung der Beziehungen zwischen sechs mehr oder weniger unglücklichen Personen.
Jedes der drei Stücke zeigt die gleichen sechs Figuren am gleichen Wochenende in einem anderen Zimmer eines Hauses. „Tischmanieren“ spielt im Esszimmer, „Trautes Heim“ im Wohnzimmer und „Durch den Garten“ im Garten.
Jedes Stück ist in sich abgeschlossen, und sie können in beliebiger Reihenfolge angeschaut werden. Einige Szenen überschneiden sich, und an manchen Stellen korrespondiert der Abgang eines Schauspielers in einem der Stücke mit dem Erscheinen in einem anderen. Dennoch sind die Stücke nicht dazu gedacht, gleichzeitig aufgeführt zu werden – obwohl Ayckbourn genau dies 25 Jahre später  umsetzte.
Die Stücke wurden in Scarborough erstaufgeführt und dann eine Saison lang in London gespielt, mit einer Besetzung aus Tom Courtenay als Norman, Penelope Keith als Sarah, Felicity Kendal als Annie and Michael Gambon als Tom.